# البنك التونسي الليبي
البنك التونسي الليبي (بالفرنسية: Banque tuniso-libyenne)‏ هو مصرف تونسي تأسس سنة 1984.

## التاريخ
أسس البنك في 1984 في شكل بنك تنمية مكلف بتمويل التجارة الخارجية بين تونس وليبيا، وأصبح مصرفا شاملا في 20 أكتوبر 2005. 

في مايو 2017، أعلنت إدارة البنك عن إغلاق أول سنداتها، BTL 2017-1، بمبلغ جملي تم جمعه يقدر ب20 مليون دينار تونسي. 

في فبراير 2018، افتتح البنك مقره الجديد في المركز العمراني الشمالي في تونس العاصمة. يشغل البنك حينها حوالي 240 موظفا. 

إلى جانب مقره الرئيسي، يملك البنك 14 فرعا في بقية نواحي البلاد.

## الإدارة
- المدير العام: حاتم زعرة.[4]
- المدير العام المساعد: عبد الباري الأسطى.[2]

## روابط خارجية
- الموقع الرسمي.